# Пошман, Антон Петрович
Антон Петрович фон Пошман (1758—1829) — российский изобретатель и естествоиспытатель; член Вольного экономического и Лифляндского экономического и филантропического обществ.

## Биография
Родился 7 (18) июня 1758 года.
Состоял на польской службе, затем был советником посольства России в Польше при Екатерине II. В последние годы её правления переехал в Москву, где основал табакерочный завод. В 1800 году совершил поездку в Архангельскую губернию, по результатам которой представил Павлу I проект «О приведении в лучшее состояние солеварен и учреждении селитряных заводов», в котором в частности предлагались новые способы обработки рыбы. Впоследствии он находился, между прочим, при опытах солеварения в Беломорских варницах; 27 мая 1806 года он получил чин статского советника, а в 1807 или 1808 году был причислен к Департаменту герольдии Правительствующего сената, где прослужил до конца жизни. В результате своей поездки на север он собрал значительный историко-этнографический материал, на основании которого составил описание «Архангельская губерния в хозяйственном, коммерческом, философическом, историческом, топографическом, статистическом, физическом и нравственном обозрении», напечатанное в Архангельске только в 1866 (Т. I. — 194 с.) и 1873 (Т. II. — 173 с.) годах (ранее в «Архангельских губернских ведомостях» (1858. — № 26, 27) Иваном Поромовым было напечатано «Описание Архангельского уезда», составленное на основании этой работы).
Пытался заинтересовать общественность своими техническими изобретениями, выпустив брошюру «Предложение подписки на 4 года с ежегодным платежом по сту рублей для получения изобретенных ст. сов. Антоном фон Пошманом общеполезных махин» (СПб., 1807), но безуспешно. В 1809 году Вольное экономическое общество, членом которого он был, издало составленное им «Наставление о приготовлении сухих и влажных туков, служащих к удобрению всяких пашен», а сам он в том же году напечатал в сенатской типографии «Практическое наставление о производстве селитры», с посвящением его императору Александру I. Ему же принадлежит статья «О самоедах» в журнале «Гений времён» (1807. — № 29, 32, 36). В Российской государственной библиотеке имеется его рукописный «Проспект к обозрению коренного могущества России и удобнейших средств оное усовершенствовать».
Во второй половине 1800-х годов вступил в петербургскую ложу «Умирающий сфинкс», которой руководил А. Ф. Лабзин.
5 октября 1807 года Пошману было разрешено открыть Отечестволюбивый институт, а согласно распоряжению Министерства народного просвещения — Механическую школу., в которой он собирался «обучать молодых людей по песталоцциевой методе».
Жил в Петербурге в доме Решеткина на Владимирском проспекте, № 15 (ныне № 7).
Умер 5 (17) июня 1829 года в Санкт-Петербурге. Похоронен на Волковом лютеранском кладбище (там же был похоронен и его сын Семён Антонович Пошман); жена Мария, урожд. фон Шейль (1767—1826) была похоронена на Волковом православном кладбище.